# 1993 في تركيا
فيما يلي قوائم الأحداث التي وقعت خلال عام 1993 في تركيا.

## سياسة

### تعيين في المنصب
- 16 مايو – سليمان دميرل رئيس تركيا.
- 25 يونيو – تانسو تشيلر رئيس وزراء تركيا.

### انتهاء فترة المنصب
- 17 أبريل – توركوت أوزال رئيس تركيا.
- 16 مايو – سليمان دميرل رئيس وزراء تركيا.

## مواليد

### يناير
- 1 يناير – هاندة قادر
- 23 يناير – إربيل إرولو لاعب كرة سلة تركي.

### مارس
- 3 مارس – عائشة كورا لاعبة كرة سلة تركية.
- 12 مارس – أحمد أوركين دراج تركي.

### أبريل
- 30 أبريل – محمد علي ياتاغان لاعب كرة سلة تركي.

### مايو
- 22 مايو – بركاي كندان لاعب كرة سلة تركي.

### يونيو
- 2 يونيو – ميليس سيزر لاعبة كرة مضرب تركية.

### يوليو
- 13 يوليو – أولكاي تشاكير لاعبة كرة سلة تركية.

### نوفمبر
- 16 نوفمبر – جولسوم جوليتشيوز لاعبة كرة يد تركية.
- 24 نوفمبر – هاندا أرتشيل ممثلة و عارضة أزياء تركية.

### ديسمبر
- 7 ديسمبر – أسلي إسكيت لاعبة كرة يد تركية.

## وفيات

### فبراير
- 5 فبراير – عدنان قهوجي (مواليد 1949) سياسي تركي.

### مارس
- 22 مارس – سميحة أيفردي (مواليد 1905) كاتبة تركية.

### أبريل
- 17 أبريل – توركوت أوزال (مواليد 1927)

### يوليو
- 7 يوليو – رفعت ايلجاز (مواليد 1911) كاتب تركي.

### ديسمبر
- 7 ديسمبر – أبيدين دينو (مواليد 1913) فنان تركي.